# Парламентские выборы в ЮАР (1970)
Парламентские выборы в Южной Африке проходили 22 апреля 1970 года для избрания 166 депутатов Палаты собраний. Впервые в выборах в Южной Африке участвовали только белые избиратели, так как срок работы депутатов, избранных в отдельных избирательных округах для прошедших квалификацию цветных избирателей Капской провинции истёк.
Национальная партия под руководством нового лидера Балтазара Форстера в основном сохранила свои позиции в парламенте, получив 118 из 166 мест. Тем не менее, впервые, начиная с выборов 1948 года она уменьшила своё представительство, в то время как основная оппозиционная Объединённая партия увеличила количество депутатов с 39 до 47. Это, в частности, объяснялось расколом в Национальной партии, когда от неё отделилось крайне-правое крыло, основавшее Восстановленную национальную партию, которая, хотя и не получила мест парламента, разделила голоса националистов, чем помогла Объединённой партии.
Впервые после этих выборов в правительство вошли будущий президент Южной Африки Ян Хёйнис и будущий министр иностранных дел Фредерик Бота, призвавший в своей известной речи правительство подписать Декларацию ООН по правам человека .

## Результаты
Выборы проходили в 155 из 166 округах (в остальных 11 округах кандидаты были безальтернативными). Количество зарегистрированных избирателей было 2 028 487. Было подано 1 508 248 голосов (явка составила 74,7%).
| Партия                      | Партия                              | Лидер             | Кандидатов | Голоса    | %      | Места | %      | Мест было | +/- |
| --------------------------- | ----------------------------------- | ----------------- | ---------- | --------- | ------ | ----- | ------ | --------- | --- |
|                             | Национальная партия                 | Балтазар Форстер  | 145        | 820 968   | 54,43% | 118   | 71,1%  | 126       | -8  |
|                             | Объединённая партия                 | Де Вилльерс Грааф | 149        | 561 647   | 37,23% | 47    | 28,3%  | 39        | +8  |
|                             | Восстановленная национальная партия | Альберт Герцог    | 80         | 53 763    | 3,57%  | 0     | 0,0%   | 0         | ±0  |
|                             | Прогрессивная партия                | Ян Стейтлер       | 19         | 51 760    | 3,43%  | 1     | 0,6%   | 1         | ±0  |
|                             | Независимые                         |                   | 14         | 9 622     | 1,35%  | 0     | 0,0%   | 0         | ±0  |
| Всего                       | Всего                               |                   | 407        | 1 497 760 | 100,0% | 166   | 100,0% | 166       | -   |
| Недействительных бюллетеней | Недействительных бюллетеней         |                   |            | 10 524    |        |       |        |           |     |
| Всего голосов               | Всего голосов                       |                   |            | 1 508 284 |        |       |        |           |     |

* Одно место было заполнено позже на дополнительных выборах.